# Кузьминка (Ивановская область)
Кузьминка — деревня в Пестяковском районе Ивановской области России. Входит в Пестяковское сельское поселение.

## География

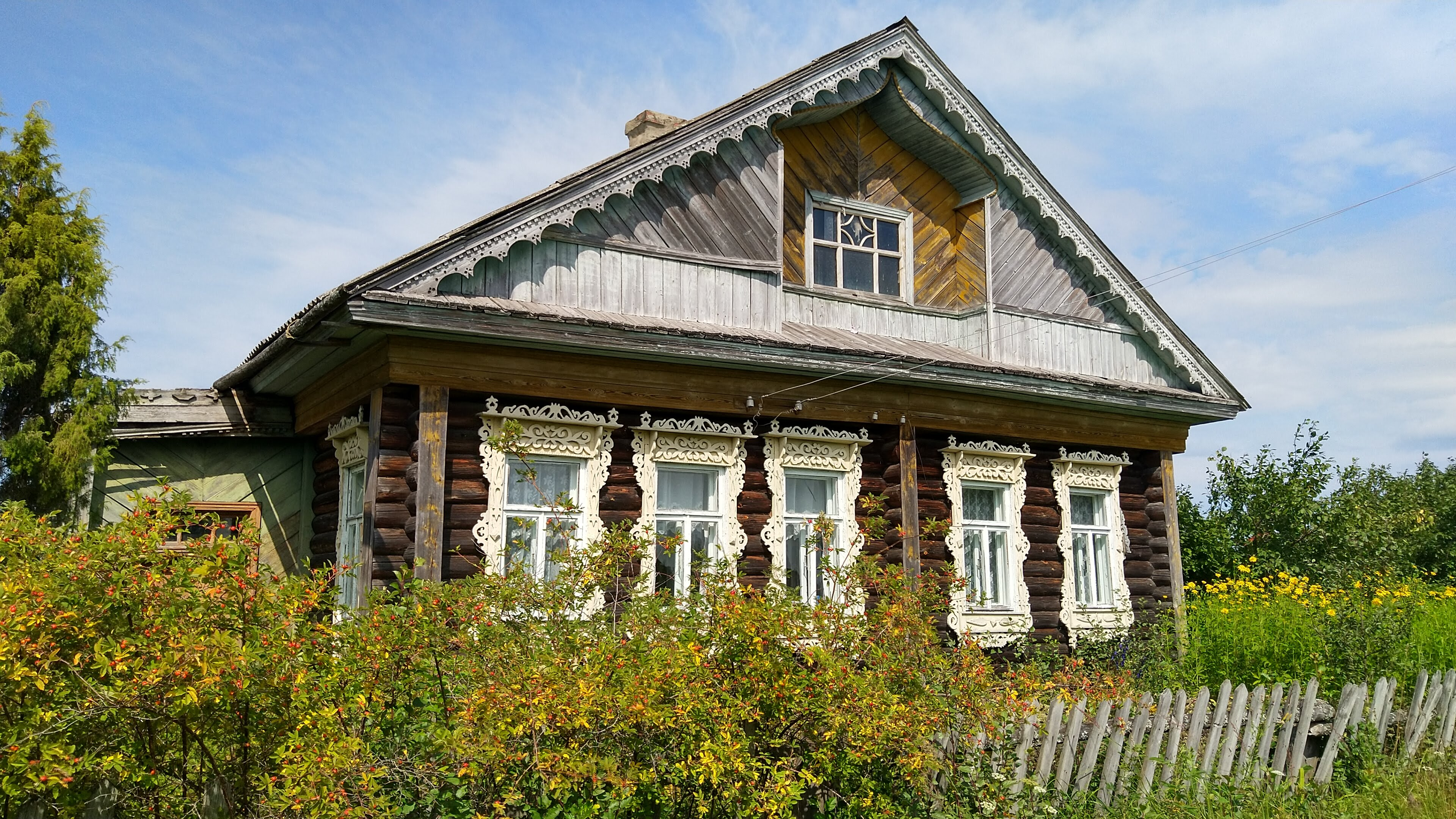

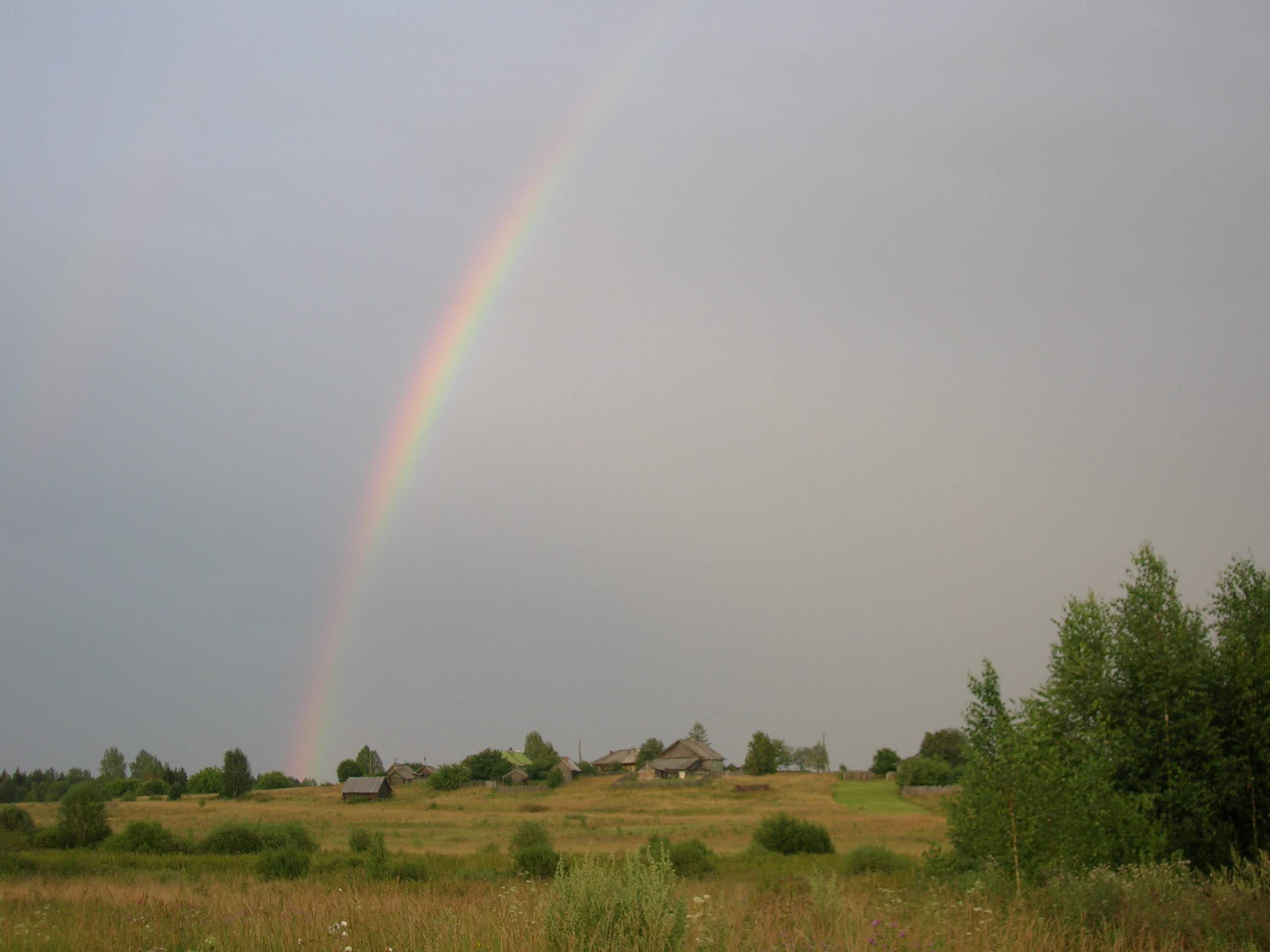
Вид на деревню Кузьминка со стороны дороги на Фёдоровку

Находится в зоне границы Пестяковского района и Верхнеландеховского. Фактически к деревне примыкает упразднённый посёлок Новоивановская.
Уличная сеть отсутствует.
Географическое положение
Расстояние до:
- районного центра: Пестяки: 5 км.
- областного центра: Иваново 108 км.
- столицы: Москва 328 км.

Ближайшие населенные пункты
Новоивановская, Курмыш — 1 км, Боково — 1 км, Гуляево — 2 км, Похмелино — 2 км, Федоровка — 2 км, Беклемиши — 2 км, Андреиха — 3 км, Лаврушкино — 3 км, Паршино — 3 км, Большая Стрелка — 3 км, Круты — 3 км, Язвицы — 4 км, Анисимово — 4 км, Конашино — 4 км, Иевино — 4 км, Худяково — 4 км, Погорелка — 5 км, Семёново — 5 км, Колобята — 5 км, Пестяки — 5 км

## История
В конце XIX — начале XX века деревня входила в состав Пестяковской волости Гороховецкого уезда Владимирской губернии, с 1925 года — в составе Пестяковской волости Шуйского уезда Иваново-Вознесенской губернии. В 1859 году в деревне числилось 14 дворов, в 1905 году — 31 двор.

## Население
| 1859 | 1905 | 2010 |
| ---- | ---- | ---- |
| 96   | ↗101 | ↘3   |

## Инфраструктура
Социальная инфраструктура отсутствует. В 2020 году деревня была отключена от линии электроснабжения.

## Транспорт
Автодороги местного значения.
Расстояние до аэропортов: Иваново 108 км, Нижний Новгород 89 км.